# Unbroken (banda)
Unbroken es una banda de hardcore punk, proveniente del Condado de San Diego, California, activa entre 1991 y 1995. En su corta trayectoria, los músicos lanzaron dos álbumes de estudio: Ritual (1993) y Life. Love. Regret. (1994), por el sello New Age Records. Además de varias compilaciones, sencillos y splits, editados en vinilo, casetes y CDs. 
El grupo estuvo integrado por el vocalista David Claibourne, el bajista Rob Moran, el baterista Todd Beattie, y los guitarristas Steven Miller y Eric Allen. Tras el suicidio de Allen en 1998, la banda sólo se compuso de cuatro miembros para presentaciones esporádicas.

## Biografía

### Años activos (1991–1995)
Unbroken se fundó en 1991 tras disolverse el primero proyecto de Eric Allen y Todd Beatie: Deadline, banda que se había dado a conocer en la zona de San Diego. A ellos, se les unen Rob Moran (bajo), y Brian Hill (voz) con quienes compusieron algunas canciones. Todos sus miembros eran straight edge, y queriendo continuar con este ideal, la banda se bautiza como Unbroken, para hacer hincapié a la abstinencia de drogas.
Brian abandonó la banda unos meses después, tras haber grabado el demo The Temptation of Life, el cual les ganó un contrato con New Age Records. Así es como se inicia la búsqueda de un vocalista para grabar un 7", llegando Dave Claibourn, quién vivía en otra ciudad; sumado al guitarrista Steven Miller. En este punto, todos tenían entre 16 a 19 años.
Tras grabar la canción "Unheard" para la compilación It's For Life (compilatorio compartido con Mouthpiece, Lifetime, Strife, Flagman, Mean Season, Resurrection y Reveal), el grupo lanzó el sencillo 7" You Won't Be Back. En 1993, Unbroken debutó con el álbum Ritual, seguido un año después con el mítico Life. Love. Regret., ambos publicados por New Age. En 1994, Justin Pearson (amigo de la banda) fundó Three One G, siendo su primer lanzamiento el single 7" And / Fall on Proverb.
El quinteto giró por Estados Unidos dos veces, a mediados de 1993 y 1994, respectivamente. Entre fines de 1994 e inicios de 1995, estuvieron presentándose en Europa. En su paso por Arnsberg, Alemania, algunos de sus miembros se enfermaron del estómago, por lo que Christian de Lebensreform tocó bajo; además, Barry (miembro de Amenity, House of Suffering y Kill Holiday) les acompañó en el tour. Hans Verbeke (de Rot In Hell) recuerda la gran puesta en escena de Unbroken, culminando con Eric rompiendo su guitarra; este pidiéndole prestada su guitarra, y accediendo con miedo de que su Gibson SG favorita corriera la misma suerte.
El quinteto quedó en hiato en 1995, debido a que –según sus miembros– Unbroken se estaba convirtiendo en una banda de rock & roll. Tras su quiebre apareció Circa 77, sencillo 7" que contenía sus dos últimas canciones grabadas: "Absentee Debate" y "Crushed On You".
El 21 de junio de 1998, el guitarrista Eric Allen Helmick se suicidó, a los 24 años. Los miembros restantes de la banda se reunieron el 28 de noviembre del mismo año, a dar un show a beneficio para su familia. Esta presentación se llevó a cabo en San Bernardino, California; e incluyó el apoyo de Outspoken, The Crimson Curse, The Setup, y Palpatine.
Indecision Records lanzó dos recopilaciones: It's Getting Tougher to Say the Right Things (2000) con sus sencillos y apariciones en compilatorios, y Death of True Spirit (2003) con sus dos álbumes íntegramente.

### Reuniones (2009–2014)
En el 2009 Brian Peterson, escritor, miembro de Revelation Records e involucrado en la escena hardcore los 90's, lanzó un libro llamado Burning Fight: The Nineties Hardcore Revolution in Ethics, Politics, Spirit, and Sound, el cual habla ampliamente con 31 bandas de la época, sus éticas e ideas, como 108, Los Crudos y Texas Is The Reason. El lanzamiento del libro marcó el regreso de Unbroken. También participaron Converge y Trial. A su vez, Unbroken realizó dos shows reunión en California, junto a Swing Kids: un show secreto el 8 de mayo de en el Ché Cafe en UCSD en San Diego, y el 9 de mayo en Glass House en Pomona.
En 2010, la banda fue parte del "FYF Fest" (Fuck Yeah Fest) en Los Ángeles, California, el 4 de septiembre, luego en "ULU" en Londres, Inglaterra, el 16 de octubre. Posteriormente, dieron un concierto en Nueva York, en el Santos Party House, el 10 de abril de 2011, junto a las bandas Indecision, Jesuit, Damnation A.D., Unrestrained y Psychic Limb.
En septiembre de 2011, recorrieron Latinoamérica. Partiendo con Santiago, Chile (con Contra Todos Mis Miedos y Entrefuego) el día 10, luego el día 17 en Buenos Aires, Argentina (junto a Vieja Escuela, Knockout y Mil Caras) y culminando el 18 en Sao Paulo, Brasil (con Still Strong, Inspire y One True Reason).
En abril de 2012, hicieron una pequeña gira: visitando México, Bélgica, Alemania, Austria, Italia y República Checa. El grupo recaudó más de $30 mil dólares, para varias organizaciones benéficas y causas de todo el mundo.
En noviembre del 2014, la banda celebró el 20° aniversario de Life. Love. Regret. en Los Ángeles, con Strife, Mean Season, Trial y Xibalba como invitados.

## Influencias, legado y proyectos posteriores

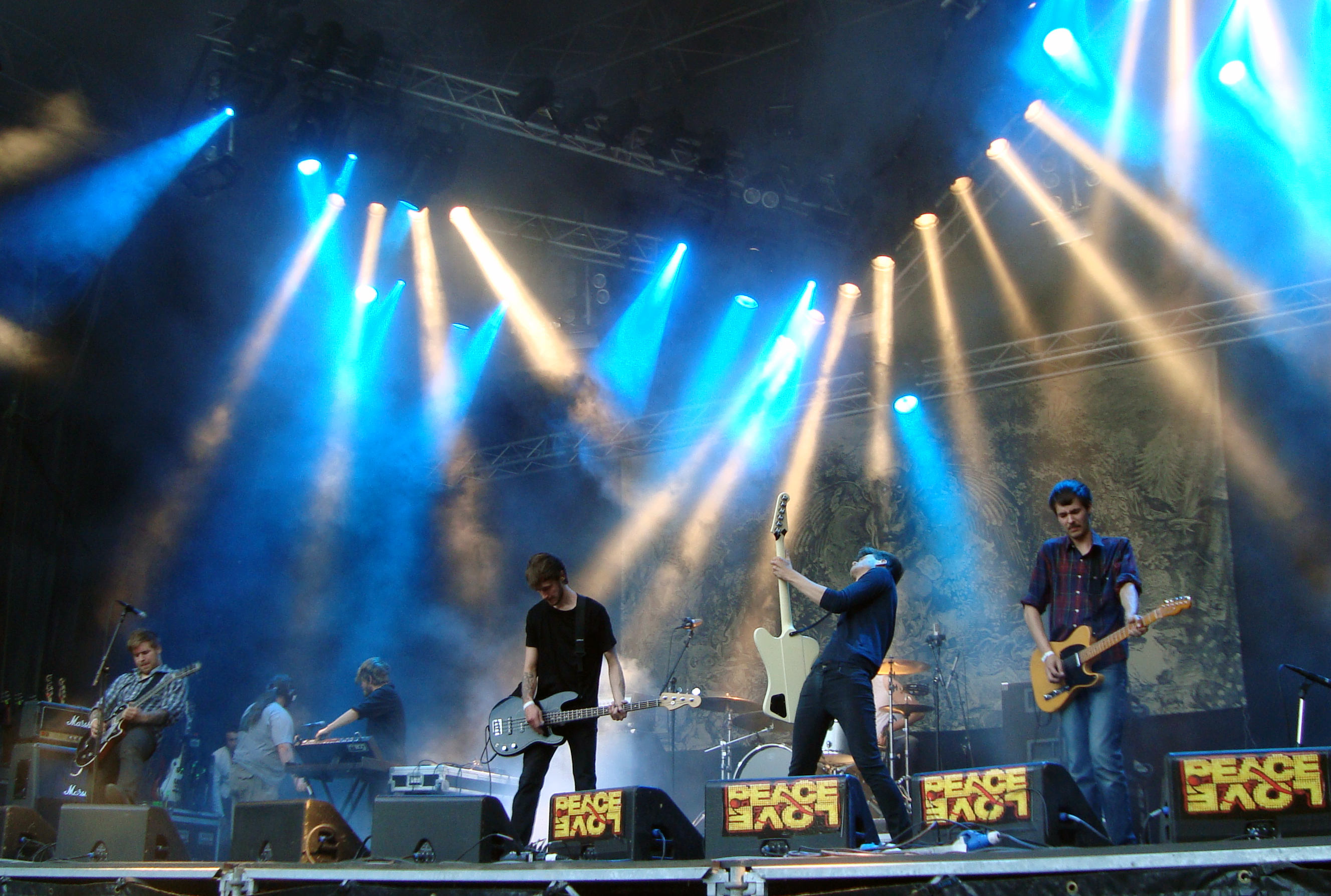
La banda de post-metal sueca Cult of Luna grabó su propia versión de "Recluse", lanzada como sencillo 7" en 2006.

Además de tomar referencia del movimiento youth crew, Unbroken se inspiró fuertemente de Suede, The Smiths/Morrissey, Christian Death, y Joy Division, y de bandas de metal como Slayer y Bathory. Otras influencias son Integrity, Judge, Drive Like Jehu, y Jawbreaker. A su vez, su estética vanguardista les incluyó en el fenómeno art hardcore de San Diego.
Life. Love. Regret. es el álbum más aclamado de la banda, e influencial para el desarrollo tanto del hardcore como el metalcore. En 2008, Alternative Press nombró a Unbroken dentro de las 23 bandas que dieron forma al Punk, y como fueron una influencia directa para grupos posteriores como The Hope Conspiracy, Throwdown, Suicide File, Planes Mistaken for Stars, Modern Life Is War, y Bleeding Through. A su vez, Justin Pearson, Racetraitor, y Vein también han mencionado al grupo como referente.
Diversas bandas en el mundo han interpretado covers de Unbroken, como Cult of Luna, Caliban, Planes Mistaken For Stars, Shikari, Cataract, Searching For Chin, The Setup, Panic, Sadako, Balaclava, Loyal To The Grave, Burial Year, Golden Gorilla, Thirty Seconds Until Armageddon, Children, Blood In Blood Out y Fallen.
Sus miembros –ya sea antes o después de Unbroken– participaron en diversos grupos, todos ligados al hardcore punk, emo o indie rock. Véase Miller: Crushed On You, Julia, Gehenna, Mean Season, Tap And Die, The Landslide, y Kill Holiday; Beattie: Kill Holiday; Moran: Over My Dead Body, Some Girls, The Vows, Narrows, y SS Warhead; Allen: Struggle, Swing Kids, y Smooth Man Automatic; y Claibourn: Stabbed By Words, Back Of Dave, y Johnny Angel.

## Miembros
- David Claibourne – voces (1991–1995, 1998, 2009–2012, 2014, 2023–presente)
- Steven Miller – guitarras (1991–1995, 1998, 2009–2012, 2014, 2023–presente)
- Eric Allen – guitarras, coros (1991–1995, fallecido en 1998)
- Rob Moran – bajo (1991–1995, 1998, 2009–2012, 2014, 2023–presente)
- Todd Beattie – batería (1991–1995, 1998, 2009–2012, 2014, 2023–presente)

Miembros previos
- Brian Hill – voces (1991)[7]

## Discografía
Álbumes de estudio
- Ritual (1993)
- Life. Love. Regret. (1994)